# Paul Shin’ichi Itonaga
Paul Shin’ichi Itonaga (jap. パウロ糸永真一 Pauro Itonaga Shin’ichi; ur. 23 lipca 1928 w Hirado, zm. 10 grudnia 2016) – japoński duchowny rzymskokatolicki, w latach 1970–2005 biskup diecezjalny Kagoshimy. 

## Życiorys
Święcenia kapłańskie przyjął 14 września 1952. 25 listopada 1969 papież Paweł VI mianował go biskupem Kagoshimy. Sakry udzielił mu 18 stycznia 1970 abp Bruno Wüstenberg, ówczesny pronuncjusz apostolski w Japonii. W lipcu 2003 osiągnął biskupi wiek emerytalny (75 lat) i przesłał do Watykanu swoją rezygnację, która została przyjęta dopiero z dniem 3 grudnia 2005. Od tego czasu pozostaje biskupem seniorem diecezji. 